# Lamiodendron magnificum
Lamiodendron magnificum ist eine Pflanzenart aus der Familie der Trompetenbaumgewächse (Bignoniaceae). Sie ist die einzige Art der Gattung Lamiodendron. Das Verbreitungsgebiet der Art liegt in Neuguinea.

## Beschreibung
Lamiodendron magnificum ist ein immergrüner bis 20 Meter hoher Baum. Seine Sprossachse ist unbehaart.
Die unpaarig gefiederten, gestielten Laubblätter mit 9–11 Blättchen stehen gegenständig. Die zugespitzten, kahlen Blättchen sind kurz gestielt und ganzrandig.
Die Blütenstände sind achselständige Trauben oder Thyrsen, die aus nur wenigen Blüten bestehen, in den Blattachseln sind zudem oftmals verkümmerte Blüten zu finden. Die gestielten zwittrigen Blüten sind mit doppelter Blütenhülle. Der Kelch ist becherförmig und mit fünf gleich geformten Kelchzipfeln besetzt. Die lange Krone ist breit glockenförmig mit kurzen Lappen und nahezu kreisrund und leuchtend orange bis aprikosenfarben gefärbt. Die vier, an der Basis behaarten Staubblätter stehen nur leicht über die Krone hinaus. Die Staubbeutel sind unbehaart und bestehen aus zwei auseinanderstrebenden Theken. Neben den fertilen Staubblättern wird ein kürzeres Staminodium gebildet. Der drüsige und behaarte, lange, längliche, oberständige und viereckige, -rippige Fruchtknoten ist zylindrisch. Jedes Fruchtknotenfach enthält mehrere Samenanlagen. Der Fruchtknoten mit sehr langem, fadenförmigem Griffel ist teilweise von einem becherförmigen Blütenboden umgeben.
Die Früchte sind längliche, vielsamige Kapseln, an denen der Kelch nicht beständig ist. Die Klappen der Kapseln sind unbehaart, die vielen Samen sind geflügelt.
Die Chromosomenzahl beträgt 2n = 48.

## Verbreitung
Die Art ist im östlichen Neuguinea verbreitet.

## Taxonomie
Lamiodendron magnificum wurde 1957 von Cornelis Gijsbert Gerrit Jan van Steenis in Nova Guinea; a Journal of Botany, Zoology, Anthropology, Ethnography, Geology and Palaeontology of the Papuan Region Serie 2 Band 8 Seite 381 erstbeschrieben.